# Shane McCutcheon
Shane McCutcheon (Katherine Moennig) é uma personagem  do seriado dramático da televisão a cabo americana The L Word.
Shane nasceu no Texas. Quando tinha nove anos de idade, sua mãe a colocou para adoção. Quando era adolescente, Shane trabalhou como prostituta, vestida de menino, até que um cabeleireiro decidiu ajudá-la, dando a Shane um emprego. Então, ela virou cabeleireira.

## Temporadas
Na primeira temporada, Shane não tinha nenhum relacionamento sério, até que conheceu uma mulher mais velha e casada, chamada Cherie Jaffe. Quando Shane finalmente se abriu para realmente gostar de alguém, Cherie lhe diz que não trocaria sua vida com um homem rico por uma jovem que não tem dinheiro nenhum.
Na segunda temporada, Shane está de volta como alguém que simplesmente transa com mulheres sem ter nenhum laço emocional. Mas, sem perceber, acaba se apaixonando por Carmen de la Pica Morales, uma DJ. Shane continua sua vida sem relacionamentos, enquanto Carmen começa a namorar Jenny, embora ela e Shane continuem se gostando. Mais tarde, Jenny descobre a verdade e termina com Carmen, deixando claro que quer que as duas amigas fiquem juntas. No final da segunda temporada, Shane e Carmen são um casal.
Na terceira temporada, Shane e Carmen ainda estão juntas. Num dia, Cherie Jaffe aparece para cortar o cabelo, com novidades. Ela está divorciada. Carmen vê as duas conversando e fica desconfiada, enquanto Shane tenta explicar que Cherie é somente uma cliente. Naquela noite, Carmen dança de um jeito atraente com alguens homens e fica conversando animadamente com eles, deixando Shane nervosa. Com ciúmes, Shane vai à casa de Cherie e as duas transam. Após saber o que Shane fez, Carmen a trai em resposta, mas as duas fazem as pazes. No penúltimo capítulo da temporada, Shane pede Carmen em casamento e no último, ela conhece seu pai, a esposa de seu pai e seu meio-irmão, Shay. Depois de ver seu pai traindo a esposa, Shane desiste do casamento, deixando Carmen no altar.
Depois disso ela passa um tempo com Cherie, oque não da muito certo entao ela volta pra casa e se depara com Carla a esposa de seu pai e depois de uma breve discutição Carla diz a Shane que tem um presente pra ela no quintal dos fundos, e la ela encontra seu meio-irmao Shay e a partir dai ela passa a cuidar do irmao caçula...
esse é o inicio da quarta temporada
Shane mora, a partir da segunda temporada, com a amiga Jenny.